# Techiman
Techiman is een plaats in Ghana (regio Brong-Ahafo). De plaats telt 56 187 inwoners (census 2000).

## Geboren
- Kamaldeen Sulemana (15 februari 2002), voetballer